# Szczecyn
Szczecyn (prononciation : [ˈʂt͡ʂɛt͡sɨn]) est un village polonais de la gmina de Gościeradów dans le powiat de Kraśnik de la voïvodie de Lublin dans l'est de la Pologne.
Il se situe à environ 20 kilomètres au sud-ouest de Kraśnik (siège du powiat) et 64 kilomètres au sud-ouest de Lublin (capitale de la voïvodie).

## Histoire
De 1975 à 1998, le village est attaché administrativement à la voïvodie de Tarnobrzeg.

Depuis 1999, il fait partie de la voïvodie de Lublin.